# マグマ大使
『マグマ大使』（マグマたいし）は、手塚治虫作の漫画作品、およびこれを原作にした特撮テレビ番組『マグマ大使』およびOVA。そして、これらの作品の主人公の名である。
マグマ大使とは、地球の創造主アースが、地球侵略を狙う「宇宙の帝王」ゴアとの戦いのために生んだ「ロケット人間」である。マグマ大使は、アースがマモル少年に与えた特殊な笛によって呼び出される。マモル少年たち正義の味方と、地球征服を企む宇宙の帝王ゴア、ゴアが差し向ける敵との戦いを描く。

## 概要
少年月刊誌『少年画報』に1965年5月号から1967年8月号まで連載。特撮版とはストーリーは異なり、怪獣はほとんど登場せず、どんな人間にも変身できる人間モドキや一つ目の種族サイクロップスなどの等身大の怪人達と戦い続ける連続性の強いストーリーで宇宙の帝王ゴアもテレビ版以上に積極的な活躍を見せた。
主に人間モドキ編、ブラックガロン編、サイクロップス編の三つのエピソードで構成されているが手塚の過密スケジュールのため、連載後半は大半が別の人物による代筆となっている。この為、代筆部分を自分名義の作品とすることを手塚自身が容認できず、ブラックガロン編は加筆修正を加えて収録、1967年3月号〜8月号のサイクロップス編はほぼ丸々代筆な為単行本化されていない。

## 登場人物
マグマ大使
アースによって地球を守るために作られた「ロケット人」。厳密に言うとロボットではない生きたロケット。体色は金色で、自在に巨人の姿からロケットに変形する。武器は頭部の2本のアンテナから出す熱線と怪力。両腕を高速回転させるとジェット気流を巻き起こし、気圧の変化によって空気の凸レンズを作ることも可能。胸部からは様々な種類のミサイルを撃ち出す。
モル
女性のロケット人でマグマの妻。作中では戦闘シーンは少なく、アースの助手をすることが多い。奥の手に無数の分身を作り出す「無機増殖術」を扱う。
ガム
マグマとモルの子供。マグマがマモルの事が気に入ったのでアースに「こんな子供が欲しい」と頼んで作ってもらった。マモルをモデルに作られたため、マモルに瓜二つ。マグマ一家の中で唯一、コックピットが作られており人間が搭乗することができる。小型サイズで搭乗できるという仕様もあって、マモルはマグマ達を呼ぶにあたって最初にガムを呼ぶことが多い。
村上マモル
村上厚の一人息子。ゴアからの宣戦布告の証人にされるために、家族共々恐竜時代に連れてこられる。その際にゴアの写真を撮るが、マグマにその写真を貸してほしいと頼まれ、そのまま成り行き上でアースたちの元へついて来てしまう。マグマから、吹くとマグマ達を呼べる特殊な笛を貰い、マグマ達の一番の協力者となる。
村上厚
マモルの父。毎回新聞社会部記者。ゴアの宣戦布告の証人とされた2000人の新聞記者の一人。
マモルの母
作中では本名は出ていない。人間モドキの替え玉が現れたが、マモル曰く「ママはパパと話すときパパのぶしょうヒゲを撫でるはずだ」とのことで見破られた。
ゴア
さまざまな星を乗っ取り、その星の王となって悪事を尽くしてきた征服者。2億 - 3億もの星を手に入れていて、アースと同じくらい長く生きている。人間体はあくまで仮の姿、で正体（劇中では「本体」と呼称）は怪獣のような姿なのだが、肉食恐竜型と、クモとムカデを合わせたような虫型の2パターンがある。宇宙の悪魔と言われてる反面、子供には甘くなるという一面がある。
終盤では虫型形態でマグマと戦うが撃退されてしまう。今度はカオスに直談判することで地球をアースの手から奪い取ろうと画策してうまく言いくるめて自分の主張にも一理あると納得させ、双方が選出した戦士たちによる代理戦争で地球の覇権を決めるという形にもっていった。ゴアはブラックガロンをけしかけてマグマと戦わせるが、これも失敗に終わる。その結果を受け入れることができず憤慨してカオスを軽視する発言をしたため怒りを買い、全身傷だらけの姿で地球から逃げていった。だが、そのすぐ後、全人類に「また必ずやって来て地球を手に入れる！」と宣言する。
アース
30億年前に地球を作った創造者。マグマ達ロケット人を作った本人である。杖を持った白髪白鬚の老人といった仙人のような姿をしている。
カオス
終盤に登場。百億年前にすべての始まりの「原始原子」を作り出した全宇宙の創造者。アースやゴアの上をいく存在で、時間も長さも音も色も匂いもない光だけの世界に住む。
単純な善悪に左右されない公正な考え方を持ち、アースとゴアの両者の主張を聞いた際、ゴアの「地球を作ったのは確かにアースだが、カオスが作り出した原始原子はアース一人のものではない」という主張を認める。だからと言って、ゴアのものでもないから地球一つの事でごたごたするなら、地球を原子に戻そうと言う。それだけはやめてくださいと両者から懇願されたので、戦いによって地球の支配権を競うことを提案する。
人間モドキ
ゴアによって地球人と入れ替える為に作られた特殊な生物。作中では、人間モドキの原形はゼリー状の「原形質」というものでできている。このため、殆どの人間モドキは死ぬと溶けてしまうのが特徴。弱点は冬虫夏草などの寄生キノコの胞子。ブラックガロン編では、犬や猫、ネズミ型の動物モドキも登場した。
ダバ
ゴアが連れてきた諜報部員の一人。半人半馬のケンタウロスの姿の宇宙人。マグマの破壊とアースの居所の探索の任を受けて砂漠に降り立つ。竜巻を作り出す手裏剣で砂に磁力をつけて、マグマを砂で固め、更には砂の巨人を作り出し襲わせた。マグマに鎖で縛られて、雷雲の中で雷を受けて倒された。
ゾロリ
ゴアが連れてきた諜報部員の一人。エリダヌス座デルタ星第三伴星の魚型の宇宙人。星一番のブ男で、ゴアの能力で星一番の美しい姿に整形してもらうのが望み。マグマの破壊とアースの居所の探索の任を受けて海に降り立つ。テレポーテーションと腹からナイフを撃ちだす能力を持つ。アースの隠れ家を突き止めるが、アースに土くれに変えられる。
コイダマリネ
ゴアが連れてきた諜報部員の一人。植物型の宇宙人で名前通り大根に似ている。マグマの破壊とアースの居所の探索の任を受けて山に降り立つ。根を伸ばして遠くのものを探ることができる。休眠中のマグマを発見するも、マモルに大量の農薬を掛けられて、溶けてしまう。
メドウサ
前世紀に送り込まれたマグマ達に差し向けられたゴアの刺客。アースに化けて本物と互角に闘い、マグマに見破られた時には青銅の山も締め付けて砕いてしまうヘビの髪でマグマとモルを締め上げるも、マグマの放った催眠超音波を放つミサイルでヘビたちを操られてしまい、逆にヘビに飲まれてしまう。
ザボ
ゴアがプレアデス星団から連れてきたクモ人間の召使い。凄まじい重力を誇る白色矮星の出身。このため、地球のどんな物がぶつかってもビクともしないほどで、マグマも苦戦する。また、6本ある手の先から粘ついた糸を出す。
ブラックガロン
人間モドキ作戦が失敗したゴアが新たに送り込んだ刺客。『鉄腕アトム』や『魔神ガロン』に登場したものと同じ種類のガロンで、体色が黒いのが特徴。指先から熱線を出したり、自在に分裂・合体をしたりする。マグマを一度はスクラップにしてしまうほどの実力者。ゴアに頭脳である「ピック」を抜き取られていたため暴れ続けていたが、マグマからピックを返されると同時に沈静化、自らマグマとの闘いを休戦する。

## 単行本
- サンデーコミックス『マグマ大使』全2巻（秋田書店）
- 手塚治虫漫画全集『マグマ大使』全3巻（講談社）
- 手塚治虫傑作選集『マグマ大使』全2巻（秋田書店）
- 秋田文庫『マグマ大使』全2巻（秋田書店）、1巻は大平透、2巻は実相寺昭雄が解説を担当している。
- 手塚治虫文庫全集『マグマ大使』全1巻（講談社）

## OVA版
1992年から1993年にかけて全13話で制作され、バンダイビジュアルよりVHS、LDが発売された。復活させられたゴアとマグマ（アース）との対決を主軸に描いているが、それを取り巻く周辺環境や過程（飛鳥父娘と祠に関わるオカルト要素、国家の謀略など）については大きな脚色が加えられている。
特に本編後半に差し掛かるまで村上厚、マモル父子の周辺を除いて可視状態のマグマは敵とみなされ、人間（国家）からもさまざまな攻撃を受ける（実は日本国家の中枢が秘密裏にゴア側と古くから取引を交わし、経済成長という利益を得ていたため）。
監督のうえだひでひとをはじめとするスタッフの大半は、1991年から1年間放映されたテレビアニメ版『三つ目がとおる』の制作終了後に続投する形で手がけている。
10周年の節目となる2002年6月25日には、パイオニアLDCより『手塚治虫アニメワールド』の一集としてDVD-BOXが発売されている。

### スタッフ
- 原作、オリジナルキャラクター：手塚治虫
- 企画：清水義裕、鵜之沢伸
- プロデューサー：久保田稔、岡崎茂、久保聡
- 監督：うえだひでひと
- 音楽：渡辺俊幸
- シリーズ構成：小出克彦
- キャラクターデザイン、総作画監督：宇田川一彦
- 美術監督：岡田和夫
- 撮影監督：野口肇
- 音楽制作：日本コロムビア株式会社
- 録音監督：向山宏志
- 音楽監督：東上別符精
- 主題歌
  - 「愛がある星」
    - 作詞：平出よしかつ / 作曲・編曲：河野陽吾 / 演奏・歌：Maybe[注釈 6]

  - 「マグマ大使主題歌」
    - 作詞：長谷川竜生 / 作曲：山本直純 / 編曲：松原神次 / 歌：オリュンポス三十二歌神[注釈 7]

### 登場人物（OVA）
なお本作は非常にキャスティングの兼ね役が多いため、声優がクレジットで表記されない場合は割愛する。

#### 主要人物
村上マモル
声：菊池正美
主人公。厚と友子夫妻の一人息子。アースからマグマを呼ぶ笛を授かり、地球侵略をたくらむゴアに狙われている。テレビ版での年齢は小学生であったが、本作では14歳となっており、自分の置かれた境遇に年相応に苦悩しつつ、アースや厚の正義の力に後押しされて成長して行く。エンディングでは「マモル」表記だが、本編の自宅の表札では「護」と表記されている。
マグマ
声：大塚明夫
アースによって創造されたロケット人間で、ゴアに対抗する金の巨人。普段は大型の人間型ロボットのような姿だが、ロケット型に変形して飛行できる。原作に比べると寡黙であり、原作では実弾だった胸からのロケット弾は、ビームのような演出になっている。
終盤でウドー・ジャコブ諸共にゴアの円盤から発射されたビーム砲の直撃を受け、肉体が崩壊して土に還ってしまう。しかし、ゴアの破壊活動により目覚めた真の地球の意思に望まれて完全復活を遂げ、地球の意思を伝える者、すなわち「マグマ大使」となる。
モル
声：深見梨加
アースによって創造された女性型ロケット人間。人間サイズ。原作の分身能力に加え、糸状のエネルギーを作り出し、物を縛り付ける技を持つ。外見は『火の鳥2772 愛のコスモゾーン』のオルガに似ている。
ガム
声：石田彰
アースによって創造された少年型ロケット人間。人間サイズ。マモルとそっくりの姿をしており、ロケット型に変形した時はマモルを乗せる。当初はモルを呼び捨てにしていたが、マモルから家族の絆を教えられてからは「母さん」と呼ぶ。
アース
声：宮内幸平
地球をつかさどる神。白髪白髭の老人の姿をしている。テレビ版と違って人類の創造主ではないので、本作では常に人類の一方的な味方というわけではなく、時にはマモルや国東らにシビアな問いかけを行うこともある。
村上厚（むらかみ あつし）
声：小杉十郎太
マモルの父で新聞記者。友人の飛鳥文明に呼び出されたことから、この「事変」に携わる。ゴアの円盤にまつわる記事は上層部に黙殺された。文明から託された祠の写真をめぐり、マモルや関田らを箱根に連れて行き、独断で調査取材活動を図る。国家がゴア側と結託している事実を突き止める。
村上友子（むらかみ ともこ）
声：深見梨加
マモルの母親で厚の妻。ゴアに捉えられ、人間モドキのアルテミラに入れ替わられてしまうが、終盤で幽閉空間に突入したガムとマモルにより救助された。
関田淳也
声：高木渉
厚の部下でアシスタントをしている。戦いを繰り広げる中、さやかに心惹かれていく。
梅村さやか
声：松井菜桜子
若いフリージャーナリスト。ゴアの手下による侵略で壊滅状態に陥った都心にて調査を進めていた際、マモルと遭遇する。その後、厚と淳也のいる新聞社にネタを売り込み、行動を共にする。この騒動はアニミズムであると信じている。キャラクターの外見は『リボンの騎士』のサファイア（スターシステム）に、口調は『三つ目がとおる』の和登千代子とほぼ同化している。

#### ゴアの一味
ゴア
声：大平透
地球を侵略しようとしている悪の権化。目的の為ならば忠臣であっても容赦なく切り捨てる冷酷な心の持ち主で、原作で見せたコミカルさや子供好きな一面は一切見せない一方、地球の自然そのものの美しさには強い関心を抱いていた。はるかな昔に飛鳥一族により封印されたが、復活する。しかし、地球創世の戦いで封印された際に飛散した自分の身体の一片が人間を作りだしていた真実をアースによって見せられ、地球を傷付けた人間を滅ぼすために怪獣軍団による総攻撃を決意する。自分の側近たちをも巻き込んで円盤からマグマを砲撃し葬り去り、「自分こそが地球の意思の体現者」と思いあがるものの、真の地球の意思により完全復活を遂げた「マグマ大使」により月面に叩きつけられる。そこで真の地球の意思により自分の命までも慈しまれ地球そのものを崩壊させてしまったことで心が折れ、破壊された地球をタイムリープで還元し、害宇宙へと去って行った。
ウドー
ゴアの右腕。普段は中性的な神主のような姿をしているが、本性はマグマに比肩する巨躯を有する鬼。文明が厚に託したペンダントに収められていた祠の写真の直近にある巨大な坑底で封印されていたが、ゴアの復活により目覚めることとなる。生身の人間を滋養としている。マグマにかつて左目を潰されたことから、マグマを激しく憎悪し復讐に燃えている。
ウドーに一度闇討ちにされたが、返り討ちにして食い殺し、体を両断されても再生するほどの治癒能力を得てマグマを圧倒する。しかし体内で意識を取り戻したジャコブにより、逆に自らの身体を侵食されてしまい、ゴアに見限られてジャコブごと精神を封印された。残った肉体は鎧兜のような強化パーツをつけられてゴアの傀儡となり、幽閉空間でマグマと死闘を繰り広げ、マグマと揉み合っているところをゴアの円盤から発射されたビーム砲で狙撃され、正気を取り戻した直後に絶命する。
ジャコブ
声：笹岡繁蔵
クラゲのような形状のゴアの側近。サイコウェーブという超能力を使える。ウドーをライバル視している。
マグマ討伐の為に厚、淳也、さやかを攫い人質にした。ガムにやられたフリをして再生し、ウドーを闇討ちにしようとするも、逆にウドーに食い殺される。しかし、ウドーの体内で意識を取り戻し、逆にウドーを侵食。自らを軽視したゴアの下に戻り、絞め殺そうとしたが、円盤内の装置でゴア諸共封印された。最期はウドー諸共にエネルギー砲で狙撃され、正気を取り戻した直後にウドーを嘲笑いながら息絶えた。
人間モドキ
ゴアの命令によって人間と入れ替わり、マモルたちを狙うエイリアン。化けの皮が剥がれると、蛸の足状の無数の触手で巻き付いて攻撃する。

ヒルダ
金髪にサングラスをかけ赤い服を着た人間モドキ。情報局に「ゴアこそが友好的な異星人でありマグマは人類の敵だ」というデマを流しているパイプ役。
マモルから笛を奪うために本性を現して襲撃したが、ミドリの自爆を受けて絶命。ジャコブにより触手の怪獣に作り直され、いくら攻撃されても再生し続けたが、急所の位置が胸の奥になっていることを見抜かれ、マグマに倒される。

アルテミラ
声：深見梨加
ウドー配下の人間モドキ。マモルの母、友子とすり替わりマモルの殺害を命じられるが、自分を母と信じて愛してくれたマモルに情が移った末、彼を守りたい一心からウドーを裏切る。その後、マモルに改めて「母さん」と呼ばれた直後、ウドーによって致命傷を負い、マモルに看取られながら息を引き取る。

今井ミドリ
声：三石琴乃
今井家の娘で高校生。実は人間モドキ「NRT384」であり、本物のミドリと入れ替わってから2年が経過している。今井夫妻を慕っており、今井家に侵入したヒルダとの戦いで焼死する。

松田
声：速水奨
ゴアが厚に差し向けた殺し屋。銃で撃たれても、首が曲がっても死なない不死身の肉体を有し、常人なら指1本で頭蓋を貫いて殺せる他、コートのベルトを武器に使う。情報局員に車で跳ね飛ばされ、立体駐車場から転落して戦闘不能になる。正体はアンドロイド。
国家情報局で分解され研究されていたが、ビームライフルを奪って脱走。マモルを襲おうとするも、情報局兵士のビームライフル一斉射撃とガムの熱線を受けて完全に破壊された。
ジーメン
蟹の下半身からカマキリ型の上半身が生えた異形の怪獣。巨大な爪と超音波で攻撃する。海底でマグニチュード8.5の地震を起こし、津波を発生させたことでゴアから役目を果たしたと見なされ、マグマの熱線を受けて爆死する。
終盤でゴアが怪獣軍団を解き放った際、別個体がロンドンを襲撃した。
木の怪物
ウドーの眠る森で生贄を捕らえるために改造された木。普通の樹木に化けて30人もの人間を攫い、ウドーの栄養分に捧げてきた。マグマに空中に放り投げられ焼き尽くされる。
触手の怪獣
コンビナートを襲っていた単眼の怪獣。マグマの熱線を急所の目に受けて爆死した。正体は人間モドキにジャコブが新たな命を与えた姿。
終盤でゴアが怪獣軍団を世界中に解き放った際にも別個体が登場している。
双頭竜
ゴアが解き放った怪獣軍団の1体。二つの首を持つ赤いドラゴン。現代に戻ったばかりのマグマを苦しめるも、全身からエネルギーを放射され粉々に消し飛んだ。

#### 国家情報局
国東
声：金尾哲夫
国家情報部次長。上席の命によりゴア陣営と接触するが、マグマの登場により次第にゴアたちに疑念を抱く。
桑原
声：稲葉実
情報局の人間で国東の側近。ヒゲを生やしサングラスをかけている。松田に追われていた厚を保護する。最終決戦の折、子供を逃がすためエイリアンの発射した針で顔を貫かれ絶命する。
佐々木
声：相沢正輝
情報局の人間で国東の部下。マモルを攫おうとしたウドーの手下に刺殺される。外見は手塚スターシステムの佐々木小次郎に酷似している。
大石
情報部の幹部。独断で行動した国東・桑原・佐々木らを危険分子と見なし、拘束した。ゴア打倒という目的の為なら手段を択ばないタカ派で、マモルに暴行して笛を奪取したり、友子（アルテミラ）を人質に取ったりと、過激な手を講じる。マモルを銃撃しようとしたため、アルテミラに投げ飛ばされて倒される。外見は手塚スターシステムの下田警部に酷似している。
北藤
声：井上喜久子
情報局の病院に勤めるスタッフ。マモルの体調を鑑み、過酷な取り調べから独断で解放する。
月岡博士
声：荒川太朗
情報局お抱えの科学者。外見は手塚スターシステムのフランケンシュタインに酷似している。

#### その他の人物
飛鳥文明（あすか ふみあき）
声：中村秀利
村上厚の友人。悪の権化であるゴアとそれに対抗する力を持つマグマの両者を封ずる一族の末裔。ゴアの復活をたくらむ鬼に殺害されるが、霊的存在となって娘の未来を守り導く。祠の写真が収められたペンダントを厚に託す。
飛鳥未来（あすか みき）
声：伊藤美紀
文明の娘。文明が殺されたため、村上家に匿われる。霊的存在となった文明に導かれ、マグマを覚醒させるという使命を悟って命を捧げた。
今井和夫
声：辻つとむ
厚や国家情報部周辺者以外で最初に人間モドキの存在を目の当たりにし、それに追われるマモルたちを自宅で匿う。
今井幸枝
声：引田有美
今井和夫の妻。
徳田修一
声：稲葉実
厚の勤める新聞社の編集長。
ティラノサウルス
過去の時代に飛ばされたマモルたちを襲った肉食恐竜。国東と桑原の対エイリアン銃で射殺された。
真の地球の意思
地球そのものの意思の具現体であり、アースすらも逆らえない概念。全ての怪獣を消し去って力尽きたマグマを蘇生させ、ゴアと対峙させる「マグマ大使」として使わさせた。ゴアが態度を改めなかったため、ゴアの生命すらも「尊重」し大陸をズタズタに引き裂いて生命が生まれる前の姿まで戻した。地球がゴアの手により元通りにされたのちには、人類が自らの事を省みず地球環境を破壊し続けた場合、「マグマ大使」が人類の敵になる事を仄めかした。
その他
声：渡辺美佐、岩坪理江、星野充昭、菅原淳一、小形満

### サブタイトル
1. 我が名はゴア
2. 黄金（きん）の巨神
3. 静かなる侵略
4. 二人のマモル
5. 国家の思惑
6. 疑惑の戦士マグマ
7. 大いなる使命
8. 狙われた笛
9. ウドー復活
10. 母、その愛
11. 大地の怒り
12. マグマ死す！
13. 愛がある星

## その他
『マグマ大使 地上最大のロケット人間の巻』
島本和彦による手塚原作のパロディー漫画。
『Peeping Life -手塚プロ・タツノコプロワンダーランド- 』
2013年に『Peeping Life』と手塚プロダクション&タツノコプロとのコラボレーションアニメを放送。
『懊悩!マモルくん』
しりあがり寿による本作のパロディー漫画。手塚治虫生誕90周年記念の書籍『テヅコミ』vol.1（創刊号）～vol.18（最終号）にて連載。